# Valentin Mirow
Valentin Mirow (* 1997 in München) ist ein deutscher Schauspieler und Hörspielsprecher.

## Leben
Valentin Mirow, der seit seinem 12. Lebensjahr auf der Bühne steht, stammt aus einer Schauspielerfamilie. Seine Eltern sind die Schauspielerin Stephanie Brehme-(Mirow) und der Schauspieler und Sprecher Sebastian Mirow. Der Regisseur und Autor Benedict Mirow ist sein Onkel.
Erste Theaterauftritte hatte Valentin Mirow als Jugendlicher in verschiedenen Produktionen am Theater Baden-Baden. Von September 2017 bis 2021 studierte er Schauspiel an der Otto-Falckenberg-Schule in München. Während seines Studiums trat er bei der Münchener Biennale in dem Musiktheaterprojekt Davor von Robert Lehniger auf. 2020 gastierte er an den Münchner Kammerspielen in Rein Gold: Ein Bühnenessay unter der Regie von Christiane Pohle.
2022 spielte er am Pathos München den SS-Mann Meyer in dem Theaterstück Götz & Meyer.  In der Spielzeit 2022/23 verkörperte er an den Hamburger Kammerspielen in der deutschsprachigen Erstaufführung des Musicals Once die Rolle des Billy. In der Spielzeit 2023/24 übernahm er am Schlosstheater Neuwied die Rolle des Dieners Sosias in Amphitryon. Im Sommer 2024 debütierte er mit der Titelrolle in Tschick bei den Brüder-Grimm-Festspielen in Hanau.
Seit 2015 steht Mirow auch für Film- und Fernsehproduktionen vor der Kamera. In der 44. Staffel der ZDF-Serie Der Alte (2020) übernahm er eine Episodenrolle als Skater und Drogendealer Lars. Im Münchner Tatort: In der Familie (2020) spielte er, an der Seite von Emma Preisendanz, Paolo Sassanelli und Barbara Romaner, den Sohn des italienischen Unternehmers und 'Ndrangheta-Statthalters Domenico Palladio. In der TV-Serie 37 Sekunden (2023) spielte er in einer durchgehenden Serienrolle den 18-jährigen Jonas Andersen, den Sohn des Sängers Jonas Andersen (Jens Albinus), der beschuldigt wird, seine Ex-Geliebte Leonie (Paula Kober) vergewaltigt zu haben.
Valentin Mirow ist zudem als Sprecher für Hörspielproduktionen und Dokumentarfilme tätig. Er lebt als freier Schauspieler in München.

## Filmografie (Auswahl)
- 2016: Zu klein für diese Welt (Kurzfilm)
- 2018: Marie fängt Feuer: Zweite Chance (Fernsehreihe)
- 2020: Frühling: Liebe hinter geschlossenen Vorhängen (Fernsehreihe)
- 2020: Der Alte (Fernsehserie, Folge Familienbande)
- 2020: Tatort: In der Familie (Fernsehreihe)
- 2021: Kitz (Fernsehserie, Folge Countdown)
- 2022: Der Passfälscher (Kinofilm)
- 2022: Stiller und die Geister der Vergangenheit (Fernsehreihe)
- 2023: 37 Sekunden (Fernsehserie, 6 Folgen)
- 2023: Stella. Ein Leben. (Kinofilm)
- 2025: Die Chefin (Fernsehserie, Folge True Crime)
- 2025: Watzmann ermittelt (Fernsehserie, Folge Blinde Wut)

## Hörspiele (Auswahl)
- 2011: Christian Geissler: Ohren aufbohren. Monolog der Schurkenfrau (Alex) – Regie: Ulrich Lampen (Original-Hörspiel – SWR)
- 2012: Milena Baisch: Anton taucht ab (Pudel) – Bearbeitung und Regie: Maidon Bader (Hörspielbearbeitung, Kinderhörspiel – SWR/WDR)
  - Auszeichnung: Deutscher Kinderhörspielpreis 2012
- 2012: Mikael Engström: Ida, Paul und die fiesen Riesen aus der Dritten (King) – Bearbeitung und Regie: Mark Ginzler (Hörspielbearbeitung, Kinderhörspiel – SWR)
  - Auszeichnung: hr2-Hörbuchbestenliste Kinder- und Jugendhörbücher Januar 2014 (1. Platz)
- 2015: Michael Gerard Bauer: Nennt mich nicht Ismael! (3 Teile) (Danny) – Regie: Nicole Paulsen (Hörspielbearbeitung, Kinderhörspiel – SWR)
- 2016: Hugo Rendler: Radio-Tatort: Sterben kann jeder (Dirk) – Regie: Mark Ginzler (Originalhörspiel, Kriminalhörspiel – SWR)
- 2020: Friedrich Ani: Der namenlose Tag (1. Teil) – Bearbeitung und Regie: Martin Heindel (Hörspielbearbeitung, Kriminalhörspiel – BR)
- 2020: Elena Ferrante: Meine geniale Freundin (4. Teil) (Alfonso) – Bearbeitung und Regie: Martin Heindel (Hörspielbearbeitung – BR)
- 2021: Carl Amery: Der Untergang der Stadt Passau (2 Teile) – Bearbeitung und Regie: Bernadette Sonnenbichler (Hörspielbearbeitung – BR)
- 2022: Elena Ferrante: Die Geschichte eines neuen Namens (5 Teile) (Alfonso) – Bearbeitung und Regie: Martin Heindel (Hörspielbearbeitung – BR)
- 2022: Elena Ferrante: Die Geschichte der getrennten Wege. Neapolitanische Saga (4 Teile) – Bearbeitung und Regie: Martin Heindel (Hörspielbearbeitung – BR)
- 2022: Elena Ferrante: Die Geschichte des verlorenen Kindes. Neapolitanische Saga (1. Teil) – Bearbeitung und Regie: Katja Langenbach (Hörspielbearbeitung – BR)
- 2022: Anja Horst: Rosa bockt – oder wie das mit dem Dornröschen wirklich war (Rolf, die Rose) – Bearbeitung und Regie: Kilian Leypold (Hörspielbearbeitung, Kinderhörspiel – BR)
- 2024: Dana von Suffrin: Unter uns – Regie: Christiane Huber (Hörspielbearbeitung – BR)

Quelle: ARD-Hörspieldatenbank